# I-30
I-30 (Interstate 30) — межштатная автомагистраль в Соединённых Штатах Америки, длиной 366,76 мили (590,24 км). Проходит по территориям двух штатов — Арканзаса и Техаса.
Является самой короткой межштатной автомагистралью, номер которой заканчивается на ноль.
| Штат  | миль   | км     |
| ----- | ------ | ------ |
| TX    | 223,74 | 360,07 |
| AR    | 143,02 | 230,17 |
| Всего | 366,76 | 590,24 |

## Описание маршрута

### Техас
Участок I-30 между центром Далласа и пригородом Мескитом известен под названием «Автомагистрали Р. Л. Торнтона», одного из бывших мэров Далласа.
Участок между Далласом и Форт-Уэртом называется «Автомагистралью Тома Лэндри». Он назван в честь тренера футбольной команды «Даллас Ковбойз». Ранее этот участок был известен как «Перевал Даллас — Форт-Уэрт».

### Арканзас

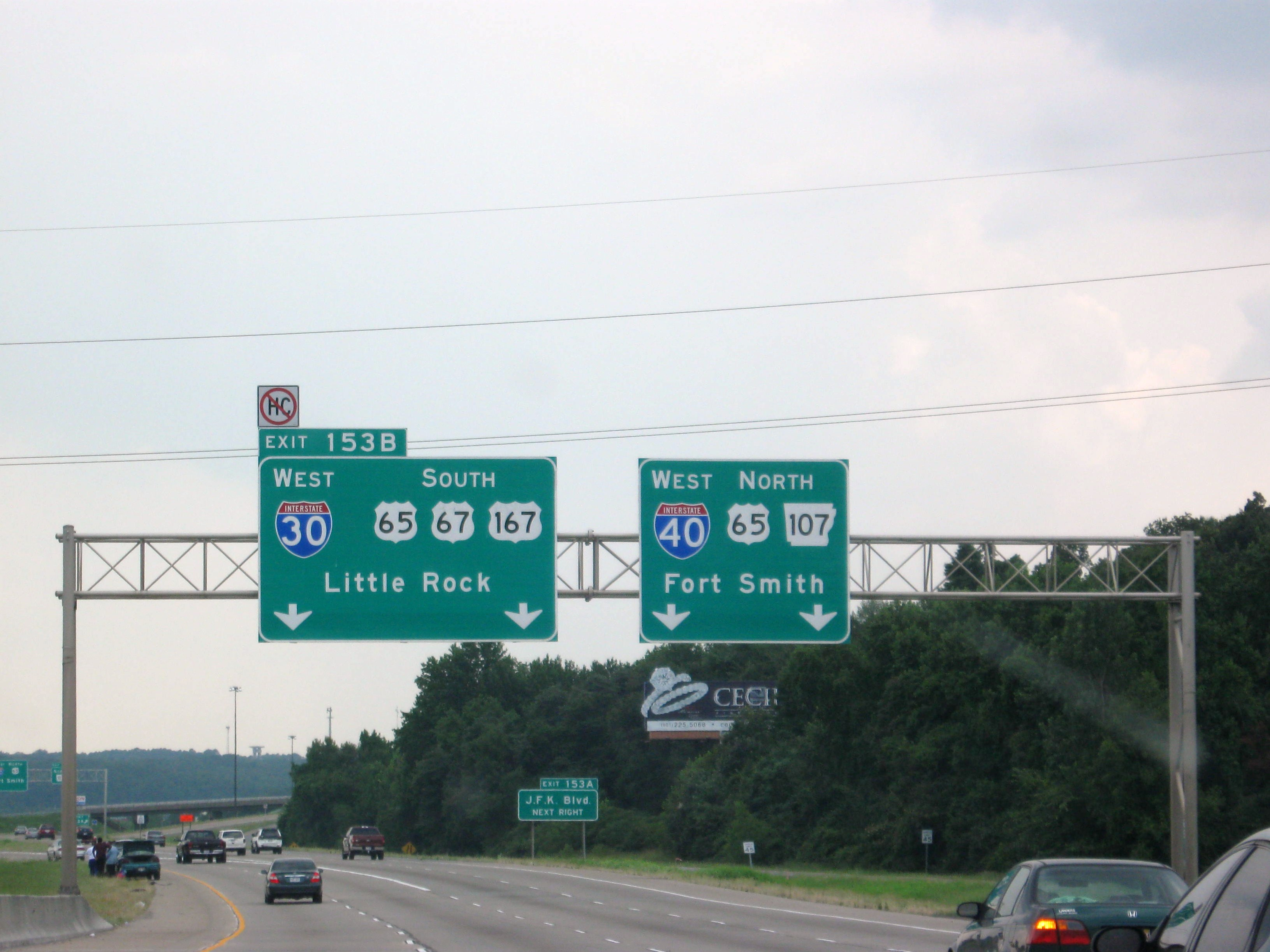

I-30 переходит из Техаса в Арканзас в городе Тексаркана. Далее, магистраль проходит через города Хоп, Прескотт, Гердон, Аркаделфию, Малверн и Бентон. При входе в черту города Литл-Рок, от I-30 отходят вспомогательные трассы I-430 и I-530, а между ними пересекает I-440. Затем, от I-30 отходит ещё одна вспомогательная трасса I-630, также известная как «Магистраль Уилбкра Д. Миллса». После пересечения с I-630, I-30 пересекает реку Арканзас и заканчивается на пересечении с I-40.

## Основные пересечения
- — у Форт-Уэрта, Техас
- — в Форт-Уэрте (дважды)
- — в Форт-Уэрте
- — в Далласе
- — в Далласе
- — в Далласе
- — в Меските
- — в Литл-Роке, Арканзас
- — в Литл-Роке
- — в Литл-Роке
- — в Литл-Роке
- — в Литл-Роке